# Alexander Young (musicien)
Pour les articles homonymes, voir Alexander Young.
Alexander Young (28 décembre 1938 – 4 août 1997), également connu comme George Alexander, est un guitariste et musicien de session écossais. Il est le frère aîné de George, le guitariste et membre fondateur de The Easybeats, ainsi que Malcolm et Angus, les membres fondateurs du célèbre groupe de hard rock australien AC/DC.

## Vie et carrière
Alexander Young est né à Glasgow, en Écosse. Lorsque sa famille a émigré en Australie à Sydney en 1963, il a choisi de rester au Royaume-Uni pour poursuivre ses projets musicaux. À cette époque, il était dans un groupe appelé Bobby Patrick Big Six et a passé quelque temps en Allemagne. Plus tard, en 1967, Alexander joue de la basse et forme un groupe basé à Londres Grapefruit (en), initialement appelé The Grapefruit, avec trois anciens membres de Tony Rivers and the Castaways, John Perry, Geoff Swettenham et Pete Swettenham.
Young a signé un contrat en tant que compositeur avec Apple Records par Terry Doran, directeur général d'Apple, ami des Beatles, puis manager de Grapefruit, au cours de l'été 1967. Au cours de ce contrat il écrira la chanson Lullaby for a  Lazy Day, que John Lennon aimait. Une cassette avec cette chanson a été trouvée dans ses effets personnels.
Grapefruit reçut un certain appui des Beatles et sortit deux albums et plusieurs singles entre 1968 et 1969. Le groupe a été lancé par les Beatles avec une conférence de presse en 1968, le 17 janvier, avec le premier single Dear Delilah. Le single fut numéro 21 des charts au Royaume-Uni en février 1968. Paul McCartney a réalisé un film promo (jamais publié) pour le single Elevator. John Lennon, Paul McCartney et George Harrison ont participé et contribué à leurs sessions d'enregistrement sur leurs singles, comme Grapefruit n'avait pas de producteur à l'époque.
Cependant, le groupe se sépare à la fin de l'année 1969, avec seulement Alexander qui continua dans le business de la musique en tant que musicien de session.
Une chanson écrite par Young, I'm a Rebel, a été enregistrée en septembre 1976 par le groupe de ses frères, AC/DC, mais n'a jamais été publiée. Alexander a chanté le titre avec le chanteur d'AC/DC Bon Scott qui participe aussi sur certains passages.
La chanson a été plus tard reprise par le groupe allemand Accept.
Il sortira un autre single, Sha-Sha / Universal Party, sous le nom de Gratefruit avec George Young et Harry Vanda.
De 1995 à août 1997, il travailla comme directeur de musique avec Proud and Loud Management, basée à Hambourg. Il est mort d'un cancer du poumon à Hambourg-Sasel le 4 août 1997.

## Vie privée
Alexander a six frères et une sœur, Angus et Malcolm les guitaristes fondateurs de AC/DC, George lui aussi musicien connu, et producteur de AC/DC.
Steven l'aîné (père de Stevie), John, William et Margaret.
Il est le seul qui ne partit pas avec la famille en Australie.